# Strands
Strands ist ein kleiner Ort auf der dänischen Halbinsel Djursland in der Landschaft Mols. Etwa einen Kilometer südlich liegt die Begtrup Vig, etwa einen Kilometer südöstlich liegt Begtrup, einen Kilometer nordöstlich liegt Vistoft. Nordwestlich ist der nächste Ort Thorup.

## Das Stenhus
Das Stenhus (dt. Steinhaus) von Strands (DKC: 140510.59) ist ein Rundhügel von etwa 12,0 m Durchmesser und einem Meter Höhe, dessen 17–18 Randsteine erhalten sind. In der Mitte des Hügels befindet sich ein hexagonaler Polygonaldolmen.

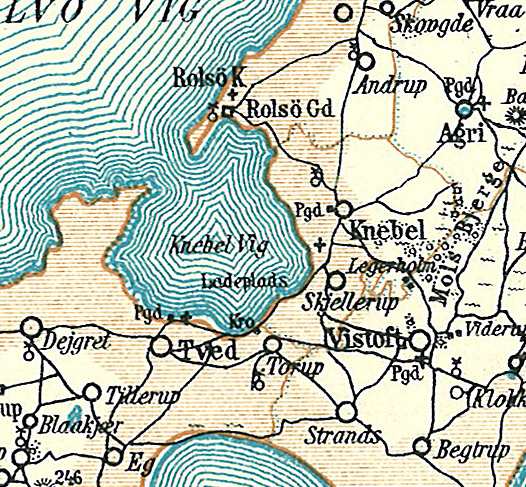
Strands am unteren Bildrand

In Strands gibt es ein Forsamlingshus (dt. Versammlungs- oder Bürgerhaus) und einige landwirtschaftliche Betriebe. Das einzige Geschäft, ein Bäcker, wurde geschlossen. In Küstennähe stehen zahlreiche Sommerhäuser.